# Jérémie Aliadière
Jérémie Aliadière (sinh ngày 30 tháng 3 năm 1983) là một cầu thủ bóng đá người Pháp gốc Algérie, anh chơi ở vị trí tiền đạo cho Lorient.
Sau khi tốt nghiệp hạng ưu tú ở học viện Clairefontaine, anh gia nhập Arsenal lúc 16 tuổi. Sau khi có trận ra mắt tại Premier League ở mùa giải 2001-02, cơ hội ra sân của anh đã bị giới hạn, một phần là bởi chấn thương. Mùa giải 2005-06 anh được đem cho mượn ở ba câu lạc bộ, Celtic ở Scottish Premier League, West Ham United ở Premier League, và Wolverhampton Wanderers ở Football League Championship, trước khi trở lại Arsenal vào mùa giải mới, và đã góp mặt ở trận chung kết League Cup 2007 thất bại trước Chelsea. Vào đầu mùa giải 2007-08 anh được bán cho câu lạc bộ ở Premier League là Middlesbrough với phí chuyển nhượng 2,5 triệu bảng, anh trải qua qua ba mùa giải tiếp theo tại đó, hai ở Premier League và mùa giải cuối cùng là ở Championship, sau đó anh không được gia hạn hợp đồng và rời khỏi câu lạc bộ vào tháng 6 năm 2010.

## Sự nghiệp câu lạc bộ

### Arsenal
Aliadière gia nhập Arsenal lúc 16 tuổi trước khi bắt đầu mùa giải 1999-2000. Là một cầu thủ trẻ, anh hứa hẹn sẽ tỏa sáng trong tương lai, không mất nhiều thời gian để cầu thủ trẻ người Pháp có được màn trình diễn xuất sắc ở FA Youth Cup (nắm giữ kỷ lục ghi bàn ở giải đấu này) và sau đó là Carling Cup.

#### Mùa giải 2001-02 và 2002-03
Sự tiến bộ của anh ban đầu bị cản trở bởi những chấn thương nhưng anh cuối cùng cũng có trận đấu ra mắt cho Arsenal. Gây được ấn tượng với Arsène Wenger, anh đã được trao cơ hội để có trận ra mắt ở Premier League, vào thay Thierry Henry trong trận thắng 4-1 của Arsenal trước Fulham ở mùa giải 2001-02. Ở mùa giải tiếp theo, anh đã có bàn thắng đầu tiên cho câu lạc bộ trong chiến thắng 5-2 của Arsenal trước West Bromwich Albion vào ngày 27 tháng 8 năm 2002.

#### Mùa giải 2003-04
Ở mùa giải 2003-04, Aliadière chủ yếu là chơi ở League Cup nhiều hơn ở Giải vô địch, anh ghi bàn thắng đầu tiên của Arsenal ở League Cup mùa giải đó trong cuộc đối đầu với Rotherham United. Trận đấu kết thúc với tỷ số 1-1 sau hiệp phụ, Arsenal giành phần thắng 9-8 trên chấm penalty. Anh cũng ghi hai bàn thắng vào lưới Wolverhampton Wanderers ở vòng đấu sau đó tại League Cup, bàn thắng thứ hai được bình chọn là bàn thắng đẹp nhất tháng 12. Tổng cộng anh đã ghi được bốn bàn tại League Cup, anh cũng ghi bàn trong trận đấu với West Brom ở Tứ kết, nhưng Arsenal cuối cùng đã bị loại bởi Middlesbrough ở Bán kết. Anh cũng được bình chọn là tài năng trẻ xuất sắc nhất ở League Cup 2003-04. Ở mùa giải đó, anh cũng có những bước tiến ở đội I, chơi 10 trận ở Premier League, bảy lần vào thay người, giành được danh hiệu vô địch Premier League, cũng như có được trận đấu đầu tiên ở FA Cup, thất bại 0-1 trước Manchester United. Anh cũng vào sân trong sự thay đổi người cuối cùng ở trận thắng 5-1 đáng nhớ trước Inter Milan ở San Siro. Vài giây sau khi vào sân anh đã kiến tạo bàn thắng thứ 5 cho Robert Pires.

#### Mùa giải 2004-05
Những chấn thương tiếp tục gây khó cho cầu thủ người Pháp ở mùa giải tiếp theo, anh chỉ được xuất hiện từ băng ghế dự bị. Aliadière đã bỏ lỡ phần lớn mùa giải 2004-05 bởi chấn thương, anh đã phải ngồi ngoài cho đến tháng 2. Khi trở lại, anh có sáu lần ra sân từ băng ghế dự bị cho đội I. Dù thất bại trong việc ghi bàn ở những trận đấu đó, nhưng anh đã ghi được tám bàn trong năm trận cho đội dự bị. Cho dù cơ hội hạn chế, anh vẫn được đề nghị gia hạn hợp đồng với Arsenal đến mùa hè 2009, điều này được thông báo cùng lúc với việc anh được cho mượn tại Celtic.

### Cho mượn đến Celtic
Vào mùa hè 2005, Aliadière được đem cho mượn đến đội bóng Celtic của Scotland trong suốt mùa giải 2005-06 để có cơ hội góp mặt thường xuyên ở đội I. Mặc dù số lần được ra sân của anh là rất hạn chế, nhưng huấn luyện viên Arsène Wenger của Arsenal tuyên bố anh vẫn có tương lai tại Arsenal, cho dù tại thời điểm đó anh không có được vị trí chính thức bởi phong độ của Thierry Henry và Dennis Bergkamp. Nhưng giai đoạn ở Celtic là một khoảng thời gian đáng quên đối với anh; anh chỉ có hai lần xuất hiện từ băng ghế dự bị cho câu lạc bộ, trong hai lượt trận đối đầu với Artmedia Bratislava ở Champions League. Anh đã cáo buộc huấn luyện viên Celtic Gordon Strachan cố tình không cho anh cơ hội được thi đấu.

### Cho mượn đến West Ham United
Vào ngày 24 tháng 8 năm 2005, Aliadière đã quyết định trở lại London sau khi anh không có cơ hội ở đội I, anh đã ký hợp đồng cho mượn một năm với West Ham United, đội bóng vừa được thăng hạng lên chơi ở Premier League sau hai mùa giải ở giải vô địch hạng dưới. Một lần nữa bị ảnh hưởng bởi chấn thương, anh chỉ có tám lần ra sân cho West Ham, trong đó bảy lần là từ băng ghế dự bị.

### Cho mượn đến Wolverhampton Wanderers
Vào ngày 31 tháng 1 năm 2006, West Ham chấm dứt hợp đồng, Aliadière chuyển đến vùng Midlands của nước Anh để gia nhập câu lạc bộ ở Football League Championship là Wolverhampton Wanderers với một hợp đồng mượn trong phần còn lại của mùa giải 2005-06. Anh đã ghi hai bàn ở giải vô địch cho Wolves, trong trận đối đầu với Hull và Watford. Khi kết thúc mùa giải anh quay trở lại Arsenal.

### Trở lại Arsenal
Sau khi trở về Arsenal, trong suốt mùa giải 2006-07, Aliadière một lần nữa chỉ được sử dụng chủ yếu ở chiến dịch League Cup 2006-07, ghi cả hai bàn trong trận thắng 2–0 trước West Bromwich Albion vào ngày 24 tháng 10 năm 2006. Bàn thắng đầu tiên của anh ở Premier League trong mùa giải đó đến vào ngày 16 tháng 12 năm 2006, trong trận hòa 2-2 trước Portsmouth, Aliadière được chơi 70 phút trước khi được thay ra bởi Robin Van Persie. Tiếp tục xuất hiện ở chiến dịch League Cup của Arsenal, anh lại ghi bàn ở trận tứ kết vào lưới Liverpool trong chiến thắng 6-3, và trong trận bán kết lượt về trước Tottenham Hotspur, Arsenal giành quyền đi tiếp với chiến thắng 3-1. Arsenal cuối cùng đã thất bại ở trận chung kết với tỷ số 2–1 trước Chelsea, Aliadière được chơi 80 phút trong trận đấu đó.

### Middlesbrough
Middlesbrough ký hợp đồng với Aliadière vào ngày 19 tháng 6 năm 2007, với khoản phí ban đầu là 2 triệu bảng. Anh ghi bàn thắng đầu tiên của anh ở Premier League trong trận đấu với Manchester United tại Old Trafford vào tháng 10 năm 2007 từ một pha đánh đầu để cân bằng tỷ số 1–1, trước khi Middlesbrough để thua với tỷ số 4–1. Đây là bàn thắng đầu tiên của anh ở Premier League kể từ bàn thắng đầu tiên anh ghi được cho Arsenal vào ngày 27 tháng 8 năm 2002. Anh cũng đã ghi bàn cho Middlesbrough vào lưới đội bóng cũ Arsenal vào ngày 15 tháng 3 trong trận hòa 1–1, trước khi hoàn tất mùa giải với bàn thắng ở vòng đấu cuối cùng trong trận thắng 8–1 trước Manchester City vào ngày 11 tháng 5 năm 2008.
Aliadière bị nhận thẻ đỏ và lệnh cấm ba trận do hành động không đẹp với Javier Mascherano vào ngày 23 tháng 2 năm 2008 ở Premier League trong trận đối đầu với Liverpool, sau khi Mascherano có hành động khiêu khích đối với anh, trọng tài đã quan sát rất rõ tình huống đó. Đây là nguyên nhân của cuộc tranh cãi sau khi kháng cáo của Middlesbrough đã bị FA cho là "chuyện tầm phào" và kéo dài án phạt thêm một trận nữa, chủ tịch và giám đốc điều hành của câu lạc bộ, cùng với huấn luyện viên của Tottenham Harry Redknapp xét thấy điều này là không công bằng và đã lên tiếng chỉ trích FA, trong khi kháng cáo của Chelsea về trường hợp của Michael Essien vẫn bị từ chối nhưng không có thêm bất kỳ án phạt nào giống trường hợp của Aliadière.
Trước khi bắt đầu mùa giải 2008-09, Aliadière chuyển sang mặc chiếc áo số 10 trước đây thuộc về tiền vệ Fábio Rochemback, trong khi chiếc áo số 11 của anh được trao cho bản hợp đồng mới trị giá 3,2 triệu bảng vào mùa hè Marvin Emnes. Anh ghi bàn thắng đầu tiên của anh trong mùa giải ở trận thắng 5-1 trên sân nhà trước Yeovil Town vào ngày 26 tháng 8 năm 2008. Bàn thắng đầu tiên của anh ở Premier League 2008-09 đến trong chiến thắng 1–0 trước Wigan Athletic tại Sân vận động JJB vào ngày 4 tháng 10 năm 2008, ghi bàn ở phút thứ 89 của trận đấu. Sau khi trải qua 10 trận mà không có được bàn thắng nào, anh đã ghi bàn trở lại trong lần tiếp đón đội bóng cũ Arsenal, với cú đánh đầu cân bằng tỷ số 1-1 vào ngày 13 tháng 12 năm 2008. Vào cuối mùa giải, Middlesbrough kết thúc ở vị trí áp chót trên bảng xếp hạng với 32 điểm, chỉ đứng trên West Brom do hơn về hiệu số bàn thắng, và kết quả là họ buộc phải xuống chơi ở Football League Championship.
Aliadière đã bị phản đối vào đầu mùa giải 2009-10 ở Championship bởi một bộ phận người hâm mộ của Middlesbrough. Vào ngày 12 tháng 9 năm 2009, anh vào sân từ băng ghế dự bị trong cuộc đối đầu với Ipswich Town để ghi hai bàn thắng trong vòng 30 phút được chơi trên sân; cùng tuần lễ đó, anh có thêm một bàn thắng nữa ở trận đấu với Sheffield Wednesday. Bàn thắng tiếp theo của anh đến vào ngày 26 tháng 12 đối đầu với Scunthorpe United, trong lần đầu tiên anh được đá chính dưới thời của huấn luyện viên mới Gordon Strachan sau khoảng thời gian bị chấn thương. Thất bại trong việc giành vé tham dự vòng đấu play-off thăng hạng, và sau ba mùa giải chống chọi với những chấn thương tại Middlesbrough, anh đã rời câu lạc bộ vào ngày 30 tháng 6 năm 2010 khi hợp đồng của anh kết thúc và quyết định không gia hạn thêm. Tổng cộng anh có 86 lần ra sân, ghi được 12 bàn thắng cho câu lạc bộ. Ở giai đoạn chuẩn bị cho mùa giải 2010-11, Aliadière đang tập luyện với West Ham và tiến tới một bản hợp đồng dài hạn với câu lạc bộ thành London. Nhưng bản hợp đồng đã đổ vỡ khi anh bị đứt dây chằng đầu gối trong trận đấu của đội dự bị đối đầu với Crystal Palace. Sau đó câu lạc bộ cũ của anh, Middlesbrough, nói rằng anh có thể sử dụng các trang thiết bị phục hồi chức năng ở khu tập luyện của họ để giúp anh vượt qua chấn thương và lấy lại thể lực tốt nhất.
Vào tháng 1 năm 2011, Aliadière tiết lộ rằng anh đã được liên hệ để chuyển đến Blackpool nhưng đã bị thất bại bởi những vấn đề trong hợp đồng; anh đã vô cùng thất vọng với điều này, trang web thể thao Sky Sports đã mô tả đó là "cơn ác mộng" đối với Aliadière. Al Ain, một câu lạc bộ có trụ sở ở Các tiểu vương quốc Ả Rập thống nhất, thông báo vào ngày 13 tháng 2 năm 2011 rằng họ đã ký hợp đồng với Aliadière, nhưng anh sau đó đã phủ nhận tuyên bố này, anh nói rằng anh đã từ chối sự chuyển nhượng này và Al Ain thì đã "rất không chuyên nghiệp trong cách hành xử".

### Sau khi rời khỏi Middlesbrough
Vào tháng 3 năm 2011, Aliadière đã trở lại câu lạc bộ cũ, khu tập luyện London Colney của Arsenal trong một nỗ lực nhằm hồi phục thể lực. Aliadière, cùng với cầu thủ vừa gia nhập trở lại câu lạc bộ, Jens Lehmann, cả hai đã chơi trọn vẹn 90 phút trong trận đấu của đội dự bị đối đầu với Wigan vào ngày 29 tháng 3 năm 2011, thất bại với tỷ số 2–1.

### Lorient
Vào ngày 5 tháng 7 năm 2011, Aliadière ký hợp đồng ba năm với câu lạc bộ FC Lorient ở Ligue 1 dưới dạng chuyển nhượng tự do trong nỗ lực hồi sinh sự nghiệp của mình. Một thông tin được tiết lộ cho rằng Arsène Wenger đã giúp đỡ Aliadière trong thương vụ chuyển đến Lorient. Anh có trận ra mắt cho Lorient trong chiến thắng 2-0 trước Valenciennes. Aliadière ghi bàn thắng đầu tiên và bàn thắng thứ hai của anh trong màu áo Lorient ở chiến thắng 3-0 trước Saint-Étienne. Vào ngày 18 tháng 10 năm 2011, Aliadière đã đồng với các điều khoản của bản hợp đồng mới có thời hạn ba năm với Lorient và bản hợp đồng được chính thức ký kết vào ngày 1 tháng 11 năm 2011.
Trong trận hòa 2–2 của Lorient trước PSG khi bắt đầu mùa giải 2012-13, Aliadière đã ghi bàn thắng thứ hai cho Lorient, đưa đội bóng vượt lên dẫn trước 2-0 ở thời điểm đó. Khi đội bóng đang bị dẫn trước 4-1 bởi Ajaccio vào ngày 28 tháng 10 năm 2012 ngay trên sân nhà, Aliadiere đã lập một cú đúp ở hiệp hai trước khi Gilles Sunu ghi bàn thắng thứ tư cho Lorient ở những giây cuối cùng của trận đấu giúp Lorient giữ lại được một điểm quý giá. Vào ngày 9 tháng 12, Aliadière ghi bàn mở tỷ số vào lưới ứng cử viên cho danh hiệu vô địch Marseille, ghi bàn từ chấm phạt đền và cung cấp một đường kiến tạo cho bàn thắng của Kevin Monnet-Paquet, Lorient dễ dàng giành chiến thắng với tỷ số 3-0 trên sân Stade Velodrome.
Vào ngày 12 tháng 12, Aliadière di chuyển để đón bóng nhưng bóng đã bị phá lên bởi hậu vệ của Sochaux và tìm đến chân của Alain Traoré, người đã tung một cú dứt điểm từ xa vào sát cột dọc bên trái khung thành, đưa Lorient dẫn trước 1-0; Lorient sau đó giành chiến thắng 2–0 và vươn lên vị trí thứ tư trên bảng xếp hạng Ligue 1. Lorient tiếp tục thăng tiến trên bảng xếp hạng Ligue 1 với chiến thắng 2–0 trước AS Saint-Étienne vào ngày 16 tháng 12, Aliadière ghi bàn mở tỷ số ở phút thứ 20 sau khi vượt qua hai hậu vệ và có pha dứt điểm thông minh đánh bại thủ môn đối phương. Ở thị trường chuyển nhượng tháng 1, Aliadière được liên hệ để trở lại nước Anh gia nhập đội bóng đối thủ của Middlesbrough, Newcastle United, vì lý do cá nhân. Nhưng động thái này đã bị từ chối bởi câu lạc bộ. Cuối cùng, anh vẫn ở lại câu lạc bộ khi thị trường chuyển nhượng đóng cửa và phát biểu rằng những lời đồn đoán sẽ không gây ảnh hưởng đến phong độ của anh và bóng gió về cơ hội được chơi ở đội tuyển quốc gia của mình.
Trong trận derby Brittany của Lorient với Rennes vào ngày 2 tháng 2 năm 2013, Aliadière đã ghi bàn thắng thứ hai cho đội bóng trong trận đấu đó, tỷ số cuối cùng là 2-2. Trước trận đấu, Aliadière nói với Ligue 1.com khi được đề nghị so sánh giữa các trận derby: "Bạn không thể đưa ra sự so sánh thật sự giữa chúng. Những trận derby mà tôi đã chơi ở Liên hiệp Anh là Arsenal đối đầu với Spurs hay Middlesbrough đối đầu với Sunderland hoặc Newcastle. Những trận derby ở đây thì không cuồng nhiệt như ở anh. Nó rõ ràng là một trận đấu lớn, một trận đấu mà người hâm mộ muốn đội bóng giành chiến thắng nhưng đó cũng không phải là ngày tận thế đối với họ nếu đội bóng không thể làm điều đó. Họ thì không đam mê như những người ở Liên hiệp Anh vì thế những trận derby cũng không lớn bằng."
Aliadière thực hiện thành công quả phạt đền để mở tỷ số trong trận thắng 2-1 trước Evian Thonon vào ngày 16 tháng 2, giúp Lorient tiếp tục cuộc đua giành vé tham dự đấu trường châu Âu. Aliadière đã bày tỏ sự vui mừng khi được chơi dưới sự chỉ đạo của huấn luyện viên Christian Gourcuff, anh nói rằng "tầm nhìn bóng đá của ông ấy... có nghĩa là sự tổ chức rất tốt trong khâu phòng ngự."

## Sự nghiệp đội tuyển quốc gia
Aliadière có bảy lần ra sân và ghi được một bàn thắng cho Đội tuyển bóng đá U21 quốc gia Pháp.

## Thống kê sự nghiệp
Tính đến 1 tháng 3 năm 2013
| Câu lạc bộ              | Mùa giải            | Giải vô địch | Giải vô địch | Cup     | Cup       | Châu Âu | Châu Âu   | Tổng cộng | Tổng cộng |
| Câu lạc bộ              | Mùa giải            | Số trận      | Bàn thắng    | Số trận | Bàn thắng | Số trận | Bàn thắng | Số trận   | Bàn thắng |
| ----------------------- | ------------------- | ------------ | ------------ | ------- | --------- | ------- | --------- | --------- | --------- |
| Arsenal                 | 2001–02             | 1            | 0            | 2       | 0         | 0       | 0         | 3         | 0         |
| Arsenal                 | 2002–03             | 3            | 1            | 0       | 0         | 0       | 0         | 3         | 1         |
| Arsenal                 | 2003–04             | 10           | 0            | 4       | 4         | 1       | 0         | 15        | 4         |
| Arsenal                 | 2004–05             | 4            | 0            | 3       | 0         | 0       | 0         | 7         | 0         |
| Celtic                  | 2005–06             | 0            | 0            | 0       | 0         | 2       | 0         | 2         | 0         |
| West Ham United         | 2005–06             | 7            | 0            | 1       | 0         | 0       | 0         | 8         | 0         |
| Wolverhampton Wanderers | 2005–06             | 14           | 2            | 0       | 0         | —       | —         | 14        | 2         |
| Arsenal                 | 2006–07             | 11           | 0            | 10      | 4         | 2       | 0         | 23        | 4         |
| Arsenal                 | Tổng cộng           | 29           | 1            | 19      | 8         | 3       | 0         | 51        | 9         |
| Middlesbrough           | 2007–08             | 29           | 5            | 2       | 0         | 0       | 0         | 31        | 5         |
| Middlesbrough           | 2008–09             | 29           | 2            | 5       | 1         | 0       | 0         | 34        | 3         |
| Middlesbrough           | 2009–10             | 20           | 4            | 1       | 0         | —       | —         | 21        | 4         |
| Middlesbrough           | Tổng cộng           | 78           | 11           | 8       | 1         | 0       | 0         | 86        | 12        |
| Lorient                 | 2011–12             | 18           | 2            | 1       | 2         | 0       | 0         | 19        | 4         |
| Lorient                 | 2012–13             | 29           | 15           | 5       | 4         | 0       | 0         | 34        | 19        |
| Lorient                 | Tổng cộng           | 47           | 17           | 6       | 6         | 0       | 0         | 53        | 23        |
| Tổng cộng sự nghiệp     | Tổng cộng sự nghiệp | 162          | 29           | 33      | 15        | 5       | 0         | 201       | 44        |

## Danh hiệu

### Câu lạc bộ
Arsenal
- FA Premier League: 1

2003–04
- FA Community Shield: 2

2002, 2004

## Cá nhân
Aliadière là người gốc Algérie và có một hình xăm với quốc kỳ Algérie. Aliadière nói Arsène Wenger giống như là một người cha của anh, trong suốt sáu năm ở Arsenal và cho đến bây giờ anh vẫn còn giữ liên lạc với ông ấy.